# Агрофитоценоз
Агрофитоцено́з (др.-греч. ἀγρός — «поле», φυτóν — «растение» и κοινός — «общий») — растительное сообщество, создаваемое человеком путём посева или посадки возделываемых растений. 
К агрофитоценозу относятся посевные поля, виноградные плантации, парки, сады, сенокосы, огороды и т.д. Совокупность культивируемых растений одного вида называют агропопуляцией. Видовой состав агрофитоценоза включает культивируемые растения и сорняки, которые называются вщхамм-аборигенами. В России известно около 400 видов сорных растений, из которых большинство — двудольные однолетние растения.
Агрофитоценоз вместе с обитающими в нем животными организмами образует агробиоценоз. Из перечисленных групп растений только культивируемое растение вводится в агрофитоценоз человеком сознательно, реже полезными микроорганизмами в виде азотобактерина или нитрагина. Остальные существуют независимо от воли человека, в результате чего наносят вред растению угодий (агрофаги) или способствуют ее развитию повышая ее урожайность (грибы, бактерии и вирусы, атакующие сорняки, бактерий, связывающих свободный азот из воздуха, нитрифицирующие бактерии и др.). 
Вклад отдельных компонентов агрофитоценоза не является постоянным. Он изменяется с развитием агрофитоценоза в течение вегетационного периода и в значительной степени зависит от взаимодействия человека и абиотических условий среды обитания (климата, почвы, влаги).

## Классификация
Различают агрофитоценоз: 
1. окультуренные — естественные сообщества, видоизменённые интенсивным использованием (планомерно эксплуатируемые леса и луга);
2. полукультурные — искусственные сообщества, развитие которых планомерно не регулируется (лесные насаждения, сеяные многолетние луга);
3. культурные — искусственные сообщества, развитие которых постоянно регулируется человеком (сады, плантации, посевы);
4. интенсивно культурные — сообщества, для которых создаётся и постоянно регулируется не только почвенная, но иногда водная и воздушная среда (тепличные культуры, Аэропоника, Гидропоника)[3].

## Состав
В состав агрофитоценоза входят:
- посевное растение, являющееся доминантом и играющее главную роль в создании своей среды;
- сорняки с запасом семян в почве;
- почвенные микроорганизмы, обнаруженные в ризосфере и связывающие свободный азот из воздуха;
- грибы, бактерии, вирусы, паразитирующие на высших растениях и провоцирующие их болезни;
- микоризообразующие грибы;
- папиллярные бактерии на корнях растений.